# Амегенсетт (Нью-Йорк)
Амегенсетт (англ. Amagansett) — переписна місцевість (CDP) в США, в окрузі Саффолк штату Нью-Йорк. Населення — 1824 особи (2020).

## Географія
Амегенсетт розташований за координатами 40°59′23″ пн. ш. 72°7′47″ зх. д. / 40.98972° пн. ш. 72.12972° зх. д. (40.989824, -72.129707).  За даними Бюро перепису населення США в 2010 році переписна місцевість мала площу 16,97 км², з яких 16,91 км² — суходіл та 0,06 км² — водойми.

## Демографія
Згідно з переписом 2010 року, у переписній місцевості мешкало 1165 осіб у 513 домогосподарствах у складі 309 родин. Густота населення становила 69 осіб/км².  Було 1790 помешкань (105/км²).
Расовий склад населення:
| - 92,3 % — білих - 1,9 % — азіатів - 1,1 % — чорних або афроамериканців - 0,2 % — корінних американців - 3,8 % — осіб інших рас |

До двох чи більше рас належало 0,8 %. Частка іспаномовних становила 10,2 % від усіх жителів.
За віковим діапазоном населення розподілялося таким чином: 17,3 % — особи молодші 18 років, 52,3 % — особи у віці 18—64 років, 30,4 % — особи у віці 65 років та старші. Медіана віку мешканця становила 52,2 року. На 100 осіб жіночої статі у переписній місцевості припадало 107,3 чоловіків;  на 100 жінок у віці від 18 років та старших — 106,7 чоловіків також старших 18 років.
Середній дохід на одне домашнє господарство  становив 146 619 доларів США (медіана — 93 750), а середній дохід на одну сім'ю — 168 134 долари (медіана — 125 809). За межею бідності перебувало 2,6 % осіб, у тому числі 1,8 % дітей у віці до 18 років та 0,0 % осіб у віці 65 років та старших.
Цивільне працевлаштоване населення становило 552 особи. Основні галузі зайнятості: фінанси, страхування та нерухомість — 29,0 %, мистецтво, розваги та відпочинок — 12,3 %, науковці, спеціалісти, менеджери — 11,1 %.